# Stéphanie de Mareuil
Stéphanie de Mareuil est une réalisatrice et scénariste française de cinéma.
Elle a aussi écrit le roman Routines en 2007.

## Filmographie
- 1983 : Elle s'appelle Alix, court-métrage
- 1985 : Pauline-épaulettes, court-métrage avec Julie Jézéquel
- 1987 : Cœurs croisés avec Bernard Farcy, Roger Mirmont et Caroline Loeb
- 1991 : Petits travaux tranquilles avec Philippine Leroy-Beaulieu et Elli Medeiros